# Sister Suffragette
Sister Suffragette ist ein Lied aus dem Disney-Film Mary Poppins von 1964. Text und Musik schrieben die Sherman-Brüder. Glynis Johns singt das Lied in ihrer Rolle als Mrs. Winifred Banks gemeinsam mit Hermione Baddeley als das Dienstmädchen Ellen und Reta Shaw als die Köchin Mrs. Brill sowie mit gesprochenen Unterbrechungen von Elsa Lanchester als die Kinderfrau Katie. Das Lied handelt von der Suffragetten-Bewegung und ihrem Kampf für das Frauenwahlrecht.
Die deutsche Synchronfassung mit dem Titel Wir sind die Kämpfer fürs Frauenrecht verfasste Eberhard Cronshagen in Zusammenarbeit mit Heinrich Riethmüller. Die Rolle von Mrs. Banks übernimmt darin Käthe Jaenicke, unterstützt von Inge Landgut (für Hermione Baddeley), Erna Haffner (für  Reta Shaw) und Elfe Schneider (für  Elsa Lanchester).

## Geschichte
Glynis Johns hatte ihre Rolle in der Annahme angenommen, sie solle Mary Poppins spielen. Sie war enttäuscht, als sie erfuhr, dass Julie Andrews die Titelrolle und sie selbst nur eine Nebenrolle erhalten sollte. So versprach ihr Walt Disney ein Solo-Lied und begann, ihre Rolle auszubauen. Die Sherman-Brüder standen vor einer Herausforderung, weil der Soundtrack so gut wie fertig war und sie kein Lied für Mrs. Banks vorgesehen hatten. So nahmen sie einen früheren Entwurf eines Liedes wieder auf, das ursprünglich Practically Perfect hieß und Mary Poppins’ Vorstellungslied hätte werden sollen, aber inzwischen verworfen worden war. Sie arbeiteten es in ein Lied für Mrs. Banks um. In den Mary-Poppins-Büchern von P. L. Travers kommen Suffragetten nicht vor – Mrs. Banks an dieser Bewegung teilnehmen zu lassen, ist eine Erfindung für den Film.
Für das 2004 uraufgeführte Bühnenmusical Mary Poppins griffen Anthony Drewe und George Stiles die Idee eines Liedes mit dem Titel Practically Perfect wieder auf; musikalisch hat es mit diesem aber nichts zu tun. Das Lied Sister Suffragette wurde als eines der wenigen Original-Lieder nicht für das Musical übernommen, sondern durch das Lied Being Mrs. Banks ersetzt.

## Musik und Text
Das Lied ist ein Marsch im 6/8-Takt. Mrs. Banks, die gerade von einem Treffen ihrer Gruppe von Suffragetten nach Hause kommt, besingt in dem Lied die Ziele und Aktivitäten der Suffragetten-Bewegung. Der Text nimmt Bezug auf die Aktivistin Emmeline Pankhurst, die für Mrs. Banks ein Vorbild ist. Mrs. Banks besingt künftige Generationen von Frauen und sagt voraus, dass diese dankbar auf sie und ihre Mitstreiterinnen zurückblicken werden. Das Lied endet abrupt damit, dass es Katie nach mehreren Versuchen endlich gelingt, Mrs. Banks’ Aufmerksamkeit zu erlangen und ihr mitzuteilen, dass die Kinder Jane und Michael zum wiederholten Male weggelaufen sind und dass sie deswegen ihre Stelle kündigen möchte.

## Funktion im Film
Das Lied Sister Suffragette dient dazu, Mrs. Banks zu Anfang des Films einzuführen und zu charakterisieren. Es entspricht darin den Erkennungsliedern anderer Figuren wie Mr. Banks (The Life I Lead), Mary Poppins (A Spoonful of Sugar) und Bert (Chim Chim Cher-ee). Im weiteren Verlauf des Films werden Elemente aus Sister Suffragette als Erkennungsmelodie für Mrs. Banks verwendet, kommen allerdings seltener vor als die Erkennungsmelodien der anderen erwachsenen Charaktere.
Gleichzeitig legt Sister Suffragette – gemeinsam mit Mr. Banks’ The Life I Lead – die Grundlage für den zentralen Konflikt des Films: die Vernachlässigung der Kinder, weil den Eltern ihr Beruf bzw. ihr politisches Engagement wichtiger sind.
Trotz des ernsthaften politischen Themas hat das Lied einen komischen Aspekt, insbesondere durch die Reaktionen der Hausangestellten und die wiederholten Unterbrechungen durch die Kinderfrau Katie, die ihre Kündigung bekanntgeben möchte und Mühe hat, zu Mrs. Banks durchzudringen – eine Szene, die sich bald darauf wiederholt, indem Mrs. Banks diese Information an Mr. Banks weitergeben will, der ihr nun ebenso wenig zuhört wie sie zuvor der Kinderfrau.

## Rezeption und Einordnung
Mrs. Banks mit ihrem programmatischen Lied Sister Suffragette ist für viele Kinder die erste Begegnung mit der historischen Frauenwahlrechtsbewegung und hatte so einen nachhaltigen Einfluss auf das öffentliche Bild der Suffragette. Trotz seiner klaren Botschaft für Frauenrechte wird das Lied in seinem Kontext im Film aber meist als wenig progressiv eingeordnet. Zwar unterwandert es mit seiner kämpferischen Aussage für Frauenrechte Mr. Banks’ Selbstbild und seinen Glauben an seine uneingeschränkte Vormachtstellung, indem Mrs. Banks an der Urteilsfähigkeit von Männern als Kollektiv zweifelt und damit das Patriarchat in Frage stellt. Gleichzeitig lässt das Lied Mrs. Banks’ Engagement als Gefährdung für die Familie erscheinen, da sie sich während des Singens gleichgültig gegenüber dem Schicksal ihrer Kinder zeigt. Das politische Anliegen der Suffragetten in seinem gesellschaftspolitischen Kontext kommt im Film nicht vor und wird als ein Nebenschauplatz dargestellt, der ausschließlich für Mrs. Banks Bedeutung hat. Zugleich fügt sich Mrs. Banks im häuslichen Rahmen in eine untergeordnete Rolle, indem sie ihren Aktivismus vor ihrem Mann versteckt mit der Begründung, dies rege ihn zu sehr auf, und indem sie ihren Ehemann als Oberhaupt anerkennt, wenn auch gelegentlich auf leicht spöttische Art. Der Literaturwissenschaftler Brian Szumsky wertet das Lied und die Rolle der Mrs. Banks als früheres Entwicklungsstadium ihres magischen Gegenstücks Mary Poppins: Die Freiheit und Unabhängigkeit, die Mary Poppins genießt, sei für Mrs. Banks noch nicht realisiert. Am Ende des Films dient das Spruchband der Suffragetten-Bewegung als Schleife des Drachens, den die Familie Banks gemeinsam steigen lässt. Ganz im Sinne eines Disney-Happy-Ends werde die soziale Ordnung zum Schluss doch nicht angetastet, sondern Mrs. Banks’ politisches Engagement in ihr Familienleben integriert. Die Historikerin Laura E. Nym Mayhall urteilt, Disney trivialisiere und domestiziere dadurch den Protest der Suffragetten und weise ihm seinen Platz innerhalb der Familie zu – in der traditionellen Domäne der Frauen. Ihr zufolge ermöglicht diese Entschärfung der in Wirklichkeit viel radikaleren Suffragetten-Bewegung bis heute eine hohe Akzeptanz der Bewegung selbst durch konservative Kräfte.
Valerie Lawson schreibt in ihrer Biografie von P. L. Travers, eine spöttische bis negative Darstellung der Suffragetten-Bewegung sei sowohl im Sinne Walt Disneys als auch der Autorin gewesen. Mrs. Banks zu einer Suffragette zu machen, diese aber als möglichst albern und inkompetent darzustellen, spiegelte Disneys Einstellung zur damals aufkommenden zweiten Frauenbewegung wider. Travers, keineswegs eine Feministin, sei erst entsetzt gewesen, dass aus Mrs. Banks eine Suffragette wurde, habe sich aber mit dem Gedanken angefreundet, als sie erkannte, dass das Engagement für das Frauenwahlrecht im Film nicht positiv erscheinen würde. Travers habe nichts dagegen gehabt, sich über die Suffragetten lustig zu machen – ihre einzige Befürchtung sei gewesen, dass Kinder den Scherz auf Kosten der Suffragetten nicht verstehen würden, weil sie nichts über deren Geschichte wussten.